# Leroy Pope Walker

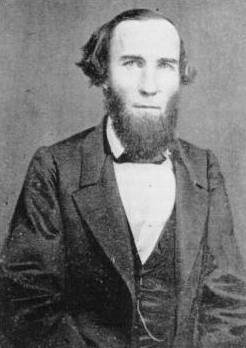
Leroy Pope Walker

Leroy Pope Walker (* 7. Februar 1817 in Huntsville, Alabama; † 23. August 1884 ebenda) war Jurist, US-Politiker, CSA-Kriegsminister und General der Konföderierten.

## Herkunft und Werdegang
Walker war der Sohn von John Williams  und Matilda (Pope) Walker und war dadurch ein Mitglied einer bekannten Patrizierfamilie in Alabama. Er besuchte die University of Alabama sowie die University of Virginia und wurde nach erfolgreichem Abschluss an letzterer 1837 als Anwalt in Alabama zugelassen. Walker war zweimal verheiratet. Aus der ersten Ehe mit Miss Hopkins, geschlossen 1843, hatte er zwei Söhne. Nach ihrem Tode heiratete er im Juli 1850 Eliza Dickson Pickett. Aus dieser Beziehung gingen drei weitere Kinder hervor. Er galt als herausragender Jurist und ein Verfechter der Interessen des Südens.

## Politische Laufbahn
1843 bis 1844 repräsentierte er das Lawrence County und 1847 bis 1851 sowie 1853 das Lauderdale County im Repräsentantenhaus von Alabama. 1849 wurde er zum Parlamentspräsidenten gewählt. Im Jahre 1850 wurde Walker zum Richter am 4. Gerichtshof von Alabama ernannt und wechselte 1855 seinen Wohnsitz nach Huntsville, um dort seine Anwaltstätigkeit fortzusetzen. Als lebenslang überzeugter Demokrat war er 1860 Delegierter auf den Wahlkongressen dieser Partei sowohl in Charleston, South Carolina, wobei er auch Delegationsleiter war, als auch in Richmond, Virginia.

## Sezessionszeit
1861 arbeitete Walker als Beauftragter der Konföderierten, der die Sezession des Staates Tennessee vorantreiben sollte. Vom 24. Februar 1861 bis zum 16. September 1861 war er im Kabinett von CSA-Präsident Jefferson Davis Kriegsminister. Seine Ernennung war mutmaßlich eine politische Entscheidung, bedingt durch das Durcheinander und Mangel an Organisation und Koordination in der konföderierten Armee. Sie war ebenso nicht auf einen Krieg eingestellt wie die Armee der Nordstaaten. Nach seiner Ernennung zum Minister befriedigte er die dringendsten Bedürfnisse der Armee und ordnete den Erwerb von Transaktionen aus dem Ausland an. Walker rüstete die ersten Kampfeinheiten aus, hatte aber keinen Einfluss auf die militärische Strategie. Der Kongress wendete sich aufgrund des Kriegsverlaufes letztendlich gegen ihn und forderte ihn zum Rücktritt auf. Der Aufforderung kam er am 16. September 1861 nach. Nach seiner Amtszeit als Kriegsminister diente er bis 1862 im Distrikt von Alabama und Westflorida als Brigadegeneral, als er zum Richter im Militärgericht ernannt wurde. Dieses Amt füllte er bis zum Ende des Krieges aus.

## Nachkrieg
Nach Ende des Krieges wurde Walker wieder Anwalt in Huntsville. 1875 leitete er die Verfassunggebende Versammlung von Alabama. Er verstarb in Huntsville und wurde dort auf dem Maple-Hill-Friedhof begraben.

## Familie
Leroy Pope Walkers Großvater war LeRoy Pope, Gründer von Huntsville. Sein Vater John Williams Walker war US-Senator von Alabama. Ferner hatte Leroy zwei Brüder, Percy Walker und Richard Wilde Walker. Sein Bruder Percy vertrat den Bundesstaat Alabama im US-Repräsentantenhaus, wobei sein Bruder Richard Wilde Delegierter im provisorischen Konföderiertenkongress sowie Senator der konföderierten Staaten war. Des Weiteren war sein Neffe Richard Wilde Walker, Jr. Richter an Alabama Supreme Court, sowie später am United States Court of Appeals for the Fifth Circuit.